# Cyanoramphus unicolor
Cyanoramphus unicolor là một loài chim trong họ Psittacidae.
Đây là loài đặc hữu của Quần đảo Antipodes của New Zealand, một trong hai loài vẹt được tìm thấy trên đảo và là một trong năm loài vẹt sống trên mặt đất trên thế giới. Chúng là loài chim sống lâu có thể sống tới 10 năm tuổi, nhưng việc du nhập những con chuột cạnh tranh thức ăn với chúng là mối đe dọa cho sự sống sót của chúng trên Quần đảo Antipodes. Là điều bất thường đối với loài vẹt, đôi khi chúng săn mồi những con chim khác, một đặc điểm được chia sẻ bởi một con vẹt New Zealand khác, kea.